# پنی‌دیو
پَنی برپایه اسطوره‌های مزدیسنا دیو خست و تنگ‌نظری و دشمن ایزد گشاده‌دستی و رادمردی‌است.
بندهش پنی را چنین می‌خواند:«پنی آن دیو است که انبار کند و نخورد و به کس ندهد.»

## واژه‌شناسی
این نام در پارسی میانه penīh به معنای خسّت است.